# Le Petchenègue
Le Petchenègue est une nouvelle d’Anton Tchekhov (en russe : Petcheneg).
Tchekhov était accablé par l'ignorance dans laquelle était maintenue les cosaques du Don par leurs officiers. (Propos rapporté par I.Polférov en 1904.) La nouvelle offre une satire du militaire russe.

## Historique
Le Petchenègue est initialement publié dans la revue russe Les Nouvelles russes, numéro 303, du 2 novembre 1897.

## Résumé
Ivan Jmoukhine, officier cosaque à la retraite, rencontre un avocat dans le train qui le ramène de la ville et lui offre le gîte pour la nuit. Ils arrivent dans son petit domaine : une maison isolée au milieu de la steppe, sans arbres autour ; deux fils un peu sauvages.
Après un dîner frugal, la femme d'Ivan, Liouba, demande conseil à l'avocat pour ses deux fils : l’aîné a dix-neuf ans, la cadet est adolescent. Pourtant, ils ne savent ni lire ni écrire. Leur père les a maintenus dans l’ignorance et, personne ne venant jamais chez eux, elle ne sait donc pas vers qui se tourner. Jmoukine la chasse et entreprend une conversation avec son invité, mêlant des histoires du temps où il était cosaque, la bêtise de sa femme, de ses fils et une réflexion profonde sur les végétariens (l’avocat est végétarien) : si on ne mange plus les animaux, que vont devenir les cochons, ils vont tout détruire… Cette pensée l’accable et le tient éveillé toute la nuit. 
L’avocat, n’en pouvant plus, le quitte dès l’aube.

## Extraits
- « On a honte de ses malheurs conjugaux et on les cache. Tel dit à sa femme « Mania, Mania », mais si cela ne dépendait que de lui, il fourrerait cette Mania dans un sac et la jetterait à l’eau. »
- « Seulement je ne comprends pas comment un cochon peut aller ou bon lui semble, sans surveillance… »

## Édition française
- Le Petchenègue, traduit par Édouard Parayre, révision de Lily Dennis, Gallimard, Bibliothèque de la Pléiade, 1971  (ISBN 2 07 0106 28 4)